# Bardallur
Bardallur là một đô thị ở tỉnh Zaragoza, Aragon, Tây Ban Nha. Theo điều tra dân số 2004 của Viện thống kê Tây Ban Nha (INE), đô thị này có dân số là 274 người. Diện tích đô thị này là 27 ki-lô-mét vuông.

## Biến động dân số
| 1991 | 1996 | 2001 | 2004 |
| ---- | ---- | ---- | ---- |
| 333  | 311  | 284  | 274  |